# Ryan Gunderson
Pour les articles homonymes, voir Gunderson.
Ryan Gunderson (né le 16 août 1985 à Bensalem dans l'État de Pennsylvanie, (États-Unis) est un joueur professionnel américain de hockey sur glace. Il évolue au poste de défenseur.

## Biographie
Après avoir passé quatre saisons avec les Catamounts de l'Université du Vermont, il devient en 2007 avec l'Inferno de Columbia dans l'ECHL. Il joue par la suite deux saisons avec les Devils de Trenton avant de jouer. Il joue par la suite la 2009-2010 dans la Ligue américaine de hockey avec les Aeros de Houston.
En 2010, il quitte le sol nord-américain pour la Suède en jouant pour l'Örebro HK en deuxième division suédoise. La saison suivante, il signe avec le Brynäs IF en Elitserien, division élite de Suède. Il aide l'équipe à remporter le championnat durant cette année-là. Il joue également deux saisons dans la KHL, avec le Jokerit Helsinki puis le HK Dinamo Minsk, avant de retourner avec le Brynäs en 2016.
Il prend part avec l'équipe des États-Unis aux Jeux olympiques d'hiver de 2018 se tenant à Pyeongchang en Corée du Sud.
En 2019, il signe en Suisse pour deux saisons avec le HC Fribourg-Gottéron et en devient le Top Scorer dès la première saison. Vu par les spécialistes comme l’un des meilleurs défenseurs de la ligue, il est maître incontestable du tir flottant.
Avec le club de Fribourg, Ryan Gunderson est élu à cinq reprises meilleur défenseur à l'interne du club, en 2020, 2021, 2022, 2023 et 2024. De plus, il fait partie du All-Star Team 2020-2021 des médias suisses, et il survole les défenseurs du pays en étant à plusieurs reprises celui avec le plus de points (2020-2021, 2023-2024) et d'assists (2020-2021, 2022-2023, 2023-2024).
En avril 2025, après six saisons à Fribourg, Ryan Gunderson prend sa retraite sportive, dans sa 40e année.

## Statistiques

### En club
| Saison    | Équipe                | Ligue       |                   | Saison régulière  | Saison régulière  | Saison régulière  | Saison régulière  | Saison régulière  |                   | Séries éliminatoires | Séries éliminatoires | Séries éliminatoires | Séries éliminatoires | Séries éliminatoires |
| Saison    | Équipe                | Ligue       | PJ                | B                 | A                 | Pts               | Pun               | PJ                | B                 | A                    | Pts                  | Pun                  |                      |                      |
| 2003-2004 | Université du Vermont | ECAC        | 33                | 1                 | 16                | 17                | 8                 | -                 | -                 | -                    | -                    | -                    |                      |                      |
| 2004-2005 | Université du Vermont | ECAC        | 38                | 0                 | 14                | 14                | 12                | -                 | -                 | -                    | -                    | -                    |                      |                      |
| 2005-2006 | Université du Vermont | Hockey East | 38                | 2                 | 13                | 15                | 20                | -                 | -                 | -                    | -                    | -                    |                      |                      |
| 2006-2007 | Université du Vermont | Hockey East | 39                | 1                 | 14                | 15                | 8                 | -                 | -                 | -                    | -                    | -                    |                      |                      |
| 2006-2007 | Inferno de Columbia   | ECHL        | 12                | 0                 | 3                 | 3                 | 6                 | -                 | -                 | -                    | -                    | -                    |                      |                      |
| 2007-2008 | Devils de Trenton     | ECHL        | 72                | 4                 | 42                | 46                | 33                | -                 | -                 | -                    | -                    | -                    |                      |                      |
| 2007-2008 | Devils de Lowell      | LAH         | 3                 | 0                 | 0                 | 0                 | 0                 | -                 | -                 | -                    | -                    | -                    |                      |                      |
| 2008-2009 | Devils de Trenton     | ECHL        | 72                | 5                 | 53                | 58                | 20                | 7                 | 0                 | 3                    | 3                    | 0                    |                      |                      |
| 2009-2010 | Aeros de Houston      | LAH         | 74                | 5                 | 20                | 25                | 24                | -                 | -                 | -                    | -                    | -                    |                      |                      |
| 2010-2011 | Örebro HK             | Allsvenskan | 52                | 11                | 28                | 39                | 12                | 10                | 0                 | 5                    | 5                    | 2                    |                      |                      |
| 2011-2012 | Brynäs IF             | Elitserien  | 55                | 9                 | 25                | 34                | 6                 | 17                | 3                 | 2                    | 5                    | 6                    |                      |                      |
| 2012-2013 | Brynäs IF             | Elitserien  | 55                | 9                 | 27                | 36                | 16                | 4                 | 1                 | 0                    | 1                    | 0                    |                      |                      |
| 2013-2014 | Brynäs IF             | SHL         | 54                | 8                 | 33                | 41                | 14                | -                 | -                 | -                    | -                    | -                    |                      |                      |
| 2014-2015 | Jokerit Helsinki      | KHL         | 58                | 7                 | 29                | 36                | 14                | 10                | 0                 | 6                    | 6                    | 2                    |                      |                      |
| 2015-2016 | HK Dinamo Minsk       | KHL         | 60                | 5                 | 22                | 27                | 4                 | -                 | -                 | -                    | -                    | -                    |                      |                      |
| 2016-2017 | Brynäs IF             | SHL         | 52                | 4                 | 23                | 27                | 8                 | 20                | 0                 | 10                   | 10                   | 4                    |                      |                      |
| 2017-2018 | Brynäs IF             | SHL         | 43                | 4                 | 25                | 29                | 6                 | 8                 | 1                 | 2                    | 3                    | 0                    |                      |                      |
| 2018-2019 | Brynäs IF             | SHL         | 52                | 8                 | 30                | 38                | 18                | -                 | -                 | -                    | -                    | -                    |                      |                      |
| 2019-2020 | HC Fribourg-Gottéron  | NL          | 50                | 8                 | 27                | 35                | 16                | -                 | -                 | -                    | -                    | -                    |                      |                      |
| 2020-2021 | HC Fribourg-Gottéron  | NL          | 51                | 9                 | 36                | 45                | 8                 | 5                 | 0                 | 1                    | 1                    | 4                    |                      |                      |
| 2021-2022 | HC Fribourg-Gottéron  | NL          | 50                | 4                 | 25                | 29                | 12                | 9                 | 1                 | 7                    | 8                    | 0                    |                      |                      |
| 2022-2023 | HC Fribourg-Gottéron  | NL          | 52                | 8                 | 30                | 38                | 4                 | 2                 | 0                 | 0                    | 0                    | 0                    |                      |                      |
| 2023-2024 | HC Fribourg-Gottéron  | NL          | Saison en cours ? | Saison en cours ? | Saison en cours ? | Saison en cours ? | Saison en cours ? | Saison en cours ? | Saison en cours ? | Saison en cours ?    | Saison en cours ?    | Saison en cours ?    |                      |                      |

### En équipe nationale
| Année | Équipe     | Compétition     |   | PJ | B | A | Pts | Pun      |  | Résultat |
| 2018  | États-Unis | Jeux olympiques | 5 | 0  | 0 | 0 | 0   | 7e place |  |          |

## Trophées et honneurs personnels
- 2007-2008 : nommé dans l'équipe des recrues de l'ECHL.
- 2008-2009 : nommé dans la première équipe d'étoiles de l'ECHL.
- 2011-2012 : champion de Suède avec le Brynäs IF.
- 2014-2015 : participe au Match des étoiles de la KHL.
- 2019-2020 : PostFinance Top Scorer et trophée du meilleur défenseur du HC Fribourg-Gottéron.
- 2020-2021 : trophée du meilleur défenseur du HC Fribourg-Gottéron, l'un des six joueurs de l'All Star Team des médias, ainsi que meilleur pointeur (45) et passeur (36) parmi les défenseurs de la ligue.
- 2021-2022 : trophée du meilleur défenseur du HC Fribourg-Gottéron.
- 2022-2023 : trophée du meilleur défenseur du HC Fribourg-Gottéron et meilleur passeur (30) parmi les défenseurs de la ligue.
- 2023-2024 : trophée du meilleur défenseur du HC Fribourg-Gottéron, ainsi que meilleur pointeur (39) et passeur (34) parmi les défenseurs de la ligue.
- 2024-2025 : trophée de figure emblématique du club du HC Fribourg-Gottéron à l'occasion de sa retraite sportive.